# FatCat Records
FatCat Records  es una compañía discográfica independiente británica fundada en 1997 por David Cawley y Alexander Knight especialidada en el rock, avant-garde y la electrónica. Es una de las discográficas independientes que más se especializa en estos estilos musicales en el Reino Unido.
También se encuentran artistas con estilos del rock experimental, folk psicodélico, música clásica, noise, incluso contando con artistas del post-punk.
FatCat Records igual cuenta con una sede en Estados Unidos, localizada en Brooklyn, Nueva York.

## Algunos artistas de la discográfica
- Animal Collective
- Frightened Rabbit
- Múm
- No Age
- Sigur Rós